# خیش‌اشکن
خیش اشکن، روستایی است از توابع بخش دلوار در شهرستان تنگستان استان بوشهر ایران.

## جمعیت
این روستا در دهستان دلوار قرار داشته و بر اساس سرشماری سال ۱۳۸۵ جمعیت آن ۳۳۸نفر (۸۲خانوار) بوده‌است.